# Alte Post (Graz)

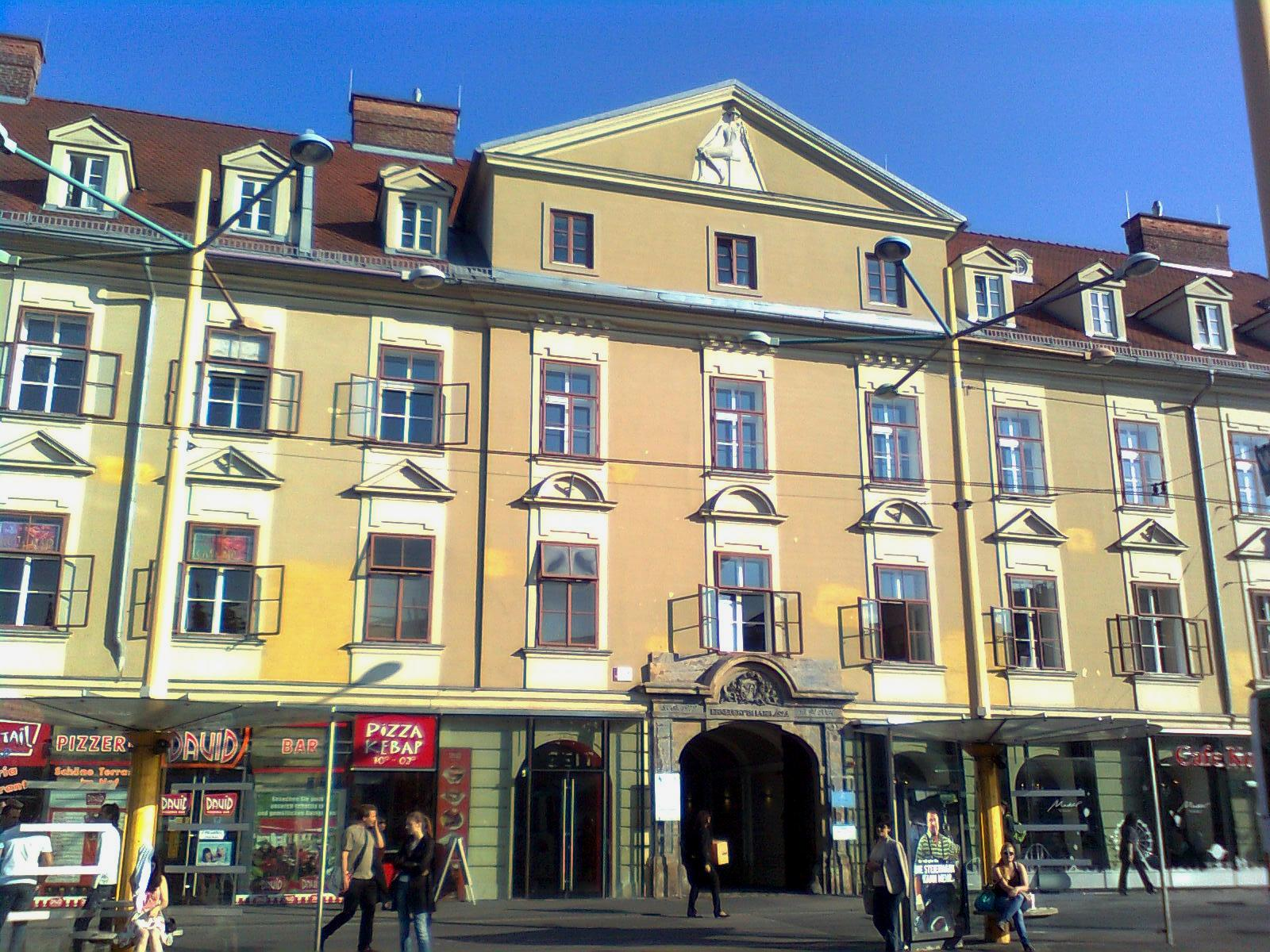
Alte Post

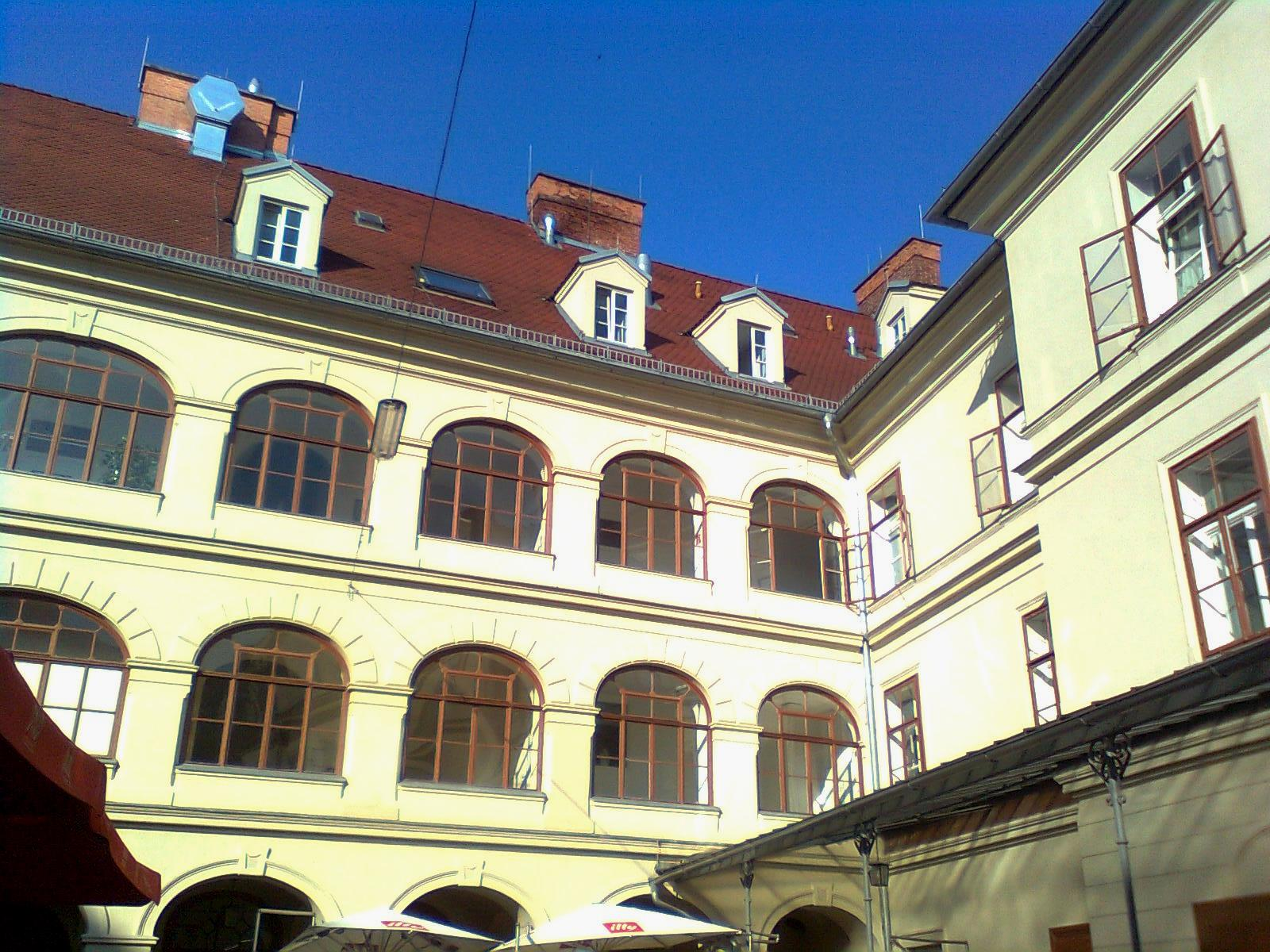
Innenhoffassade, Detail

Die Alte Post (auch Neuhof) am Jakominiplatz ist ein ehemaliges Prunk- und Postgebäude in der Grazer Innenstadt, das heute als Wohn- und Geschäftshaus genutzt wird. 

## Geschichte und Gestaltung
Bei der Alten Post handelt es sich um einen schlossartigen dreigeschoßigen Baublock, den im Jahr 1786 der Architekt Benedikt Withalm für den Großgrundbesitzer Kaspar Andreas von Jacomini, nach dem auch der Bezirk Jakomini benannt wurde, erbaute. Das prominente Gebäude trennt die Jakoministraße von der Klosterwiesgasse und besitzt einen großen Innenhof, der heute als Gastgarten Verwendung findet. Im Jahr 1825 wurde das Bauwerk erneuert. Die Alte Post diente nach der Errichtung als Sitz ihres Erbauers und später als Poststation.

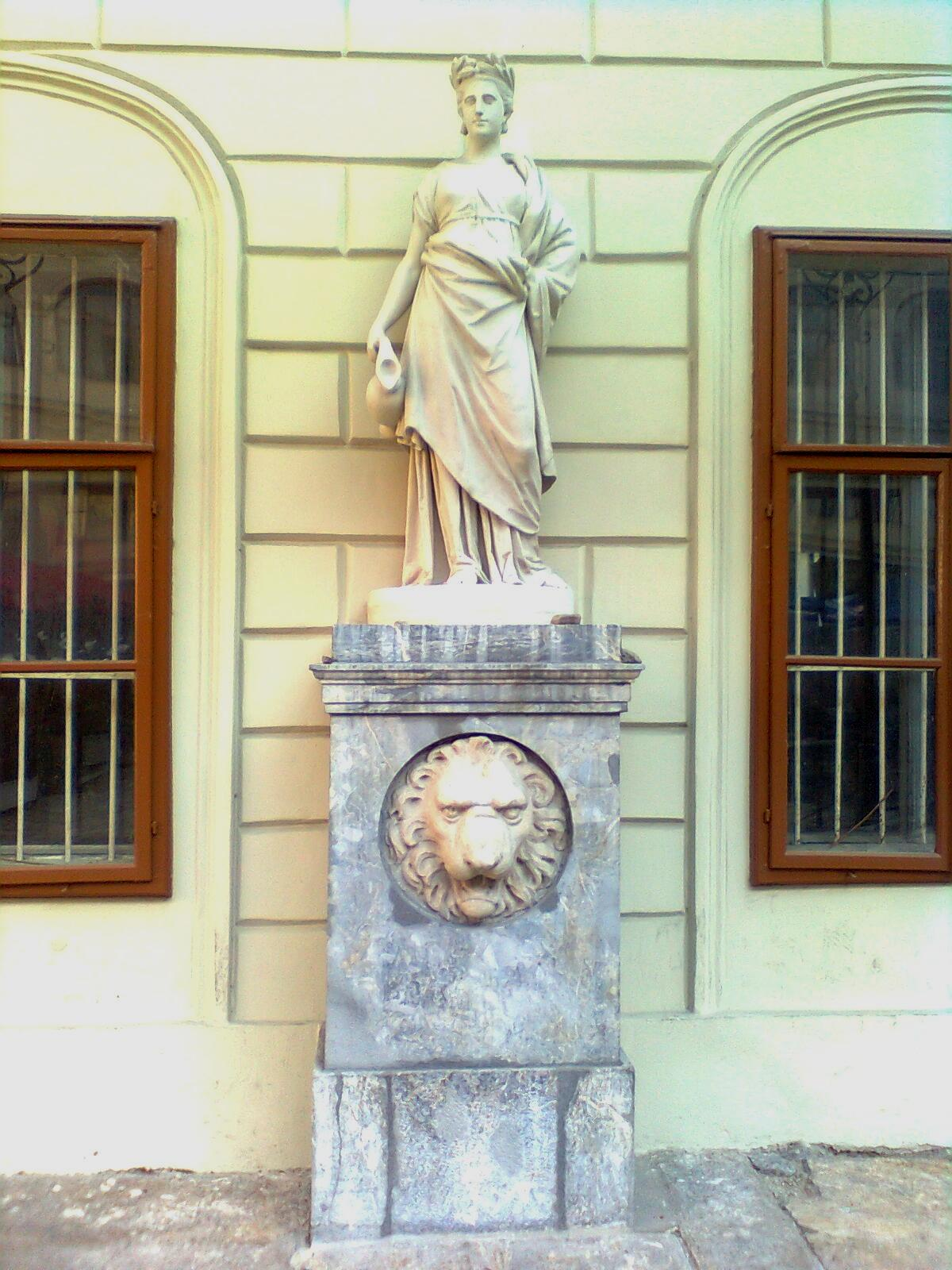
Brunnen im Innenhof

Nach dem Zweiten Weltkrieg begann 1949 der Wiederaufbau des beschädigten Westflügels. Die Fassade ist im josephinisch-klassizistischen Stil gehalten und besaß ursprünglich ein Tympanonrelief des Frontispiz von Joseph Klieber, welches 1953 abgeschlagen wurde. An dessen Stelle befindet sich jetzt eine Steingussfigur mit der Darstellung eines sitzenden Merkurs vom Künstler Erwin Huber, die 1967 angebracht wurde. Der Innenhof ist an drei Seiten von schmiedeeisernen Pfeilerarkaden umgeben. An der Südwand des Hofes ist ein Brunnen mit einer Sandsteinfigur einer Nymphe von Joseph Klieber eingelassen.